# Mickaël Vallet
Pour les articles homonymes, voir Vallet.
Mickaël Vallet, né le 26 mai 1979, est un homme politique français. Membre du Parti socialiste, il est élu sénateur de la Charente-Maritime le 27 septembre 2020.

## Biographie
Issu d'une famille d'artisan marennais par son père et de républicains espagnols par sa mère, Mickaël Vallet naît et grandit près de Limoges, à Saint-Léonard-de-Noblat.
Il est diplômé de l’IEP de Strasbourg, section service public (2002) et a étudié un an à la faculté des relations internationales de Saint-Pétersbourg (2001).
De septembre 2002 à septembre 2003, il est agent[évasif] à l'ambassade de France à Minsk en Biélorussie.
Il est reçu au concours de Secrétaire des Affaires Étrangères (Cadre d’Orient) en 2005. En 2006, il obtient un master de recherche en sciences politiques de l’IEP de Paris (société politique comparée, Russie – CEI).
En 2000, il adhère au Mouvement républicain et citoyen (MRC) de Jean-Pierre Chevènement, puis en 2005 à Rénover Maintenant et pleinement au Parti Socialiste en 2007.
En 2008, il devient maire de Marennes, commune tenue par la droite depuis la Libération, en obtenant 42,14 % lors d'une triangulaire. Il est réélu en 2014, dès le 1er tour, en obtenant 58,76 %, puis en 2020 sur la commune nouvelle de Marennes-Hiers-Brouage en obtenant 72,53 %.
Il est élu, en 2008, président du Pays Marennes-Oléron.
En 2011, il devient conseiller général du canton de Marennes en obtenant 67,70 % au second tour. Il est réélu conseiller départemental en 2015, en binôme avec Michèle Bazin, à 58,38 %. Depuis 2012, il est président du groupe Socialiste & Républicain du Conseil départemental de la Charente-Maritime.
En 2014, il est élu président de la communauté de communes du Bassin de Marennes, réélu en 2020.
En 2012, il doit renoncer à se présenter aux élections législatives dans la cinquième circonscription de la Charente-Maritime au profit du PRG Pascal Ferchaud qui échoue. Il est candidat, dans la même circonscription, en 2017, et obtient 13,52 % au 1er tour. 
Il est élu sénateur de la Charente-Maritime le 27 septembre 2020.
Il soutient Arnaud Montebourg, candidat à l'élection présidentielle de 2022.